# Буш, Барбара
Барбара Пирс Буш (англ. Barbara Pierce Bush; 8 июня 1925, Флашинг, Куинс, Нью-Йорк — 17 апреля 2018, Хьюстон, Техас) — супруга 43-го Вице-президента и  41-го Президента США Джорджа Буша — старшего, мать 43-го Президента США Джорджа Буша — младшего и 43-го губернатора Флориды Джеба Буша.

## Биография
Барбара Пирс родилась в госпитале Booth Memorial в нью-йоркском районе (боро) Квинс, детство провела в Нью-Йорке. Её отец стал известным издателем женских журналов в 60-х, мать погибла в 1949 году в автомобильной катастрофе. По линии отца является дальней родственницей 14-го президента США Франклина Пирса.

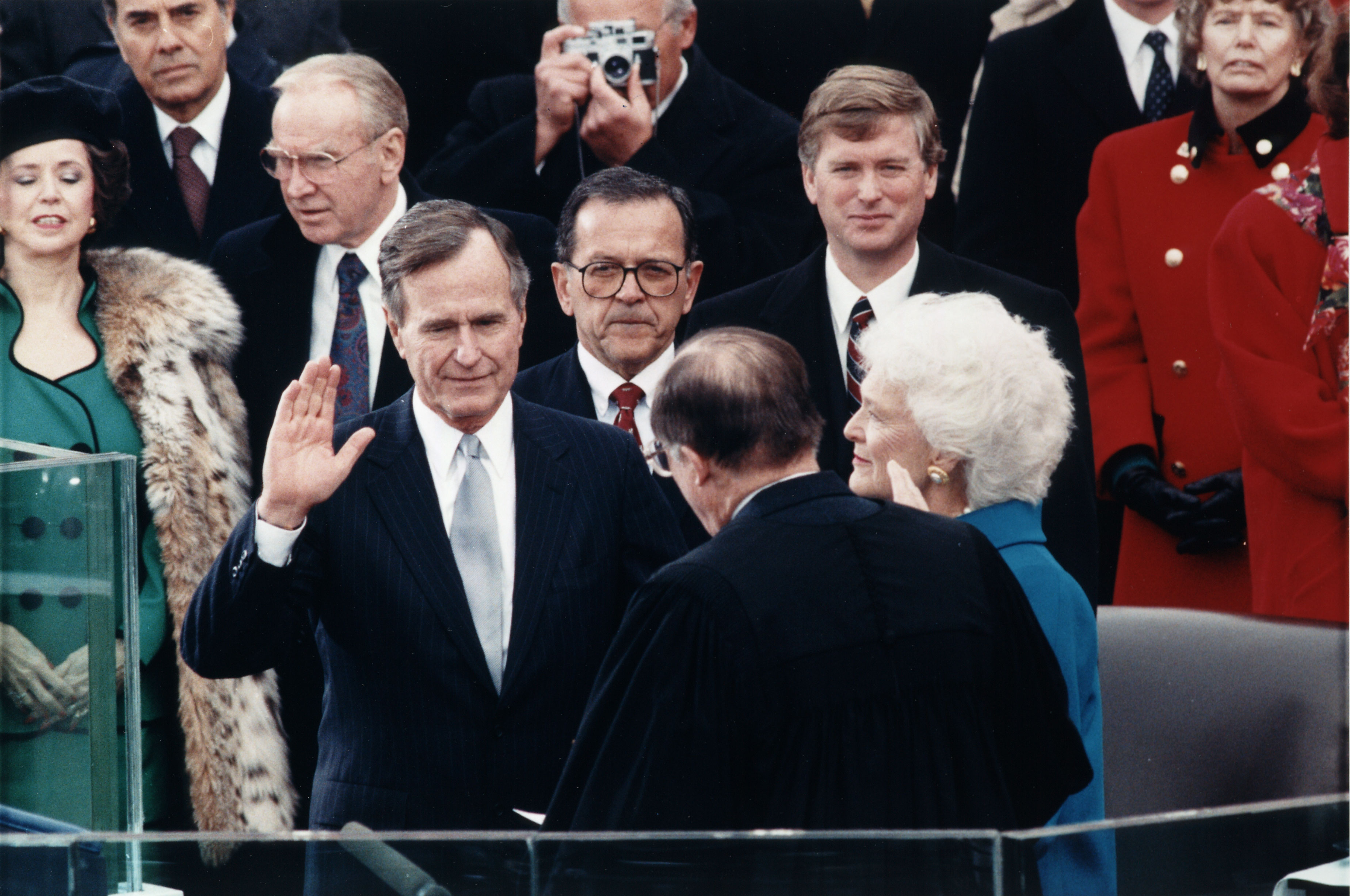
Барбара Буш на церемонии инаугурации супруга,
20 января 1989 года

С будущим мужем Джорджем Бушем познакомилась в шестнадцатилетнем возрасте во время рождественского бала. Через полтора года, перед самым уходом Буша в армию, состоялась помолвка. Во время службы лётчиком морской авиации Джордж Буш называл все самолёты, на которых летал, в честь будущей супруги — «Барбара I», «Барбара II», «Барбара III». Во время очередного отпуска Джорджа Буша, 6 января 1945 года они поженились. После окончания войны они переехали в Мидленд (штат Техас), где у них родились шестеро детей.
В 1991 году Барбара Буш подарила скульптурную композицию «Дорогу утятам!», созданную в честь писателя и иллюстратора Роберта Макклоски (автора одноимённой книги для детей), Раисе Горбачевой. Скульптура была установлена в Москве неподалёку от Новодевичьего монастыря.
До смерти Барбара Буш проживала вместе с мужем в Хьюстоне, штат Техас. Возглавляла благотворительный фонд своего имени, занималась развитием образования. В честь Барбары Буш названо несколько школ: три начальных и две средних в Техасе и одна начальная в Аризоне. Также в её честь названы больница и медицинский центр в штате Мэн и библиотека в Техасе.
В начале марта 2009 года Барбара Буш перенесла успешную операцию на сердце по протезированию клапана аорты.
1 января 2014 года госпитализирована в больницу в Хьюстоне (штат Техас) с признаками пневмонии на ранней стадии.
17 апреля 2018 года умерла в своём доме в Хьюстоне. Джордж Буш пережил свою жену на семь месяцев и скончался 30 ноября того же года.

## Дети

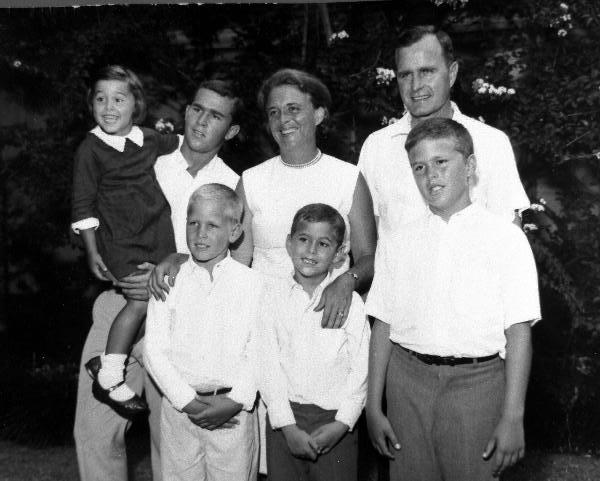
Барбара Буш с мужем и детьми. Начало 1960-х

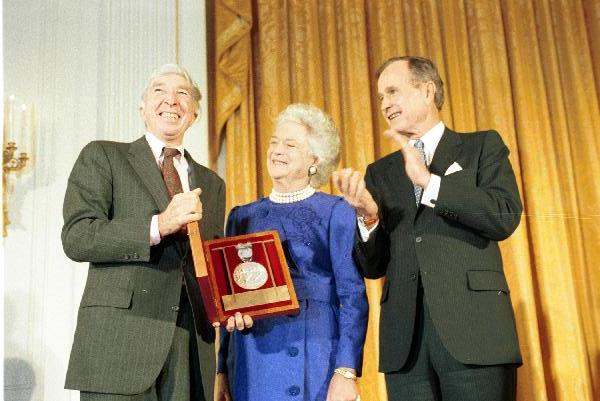
Барбара Буш с мужем и писателем Джоном Апдайком

- Сын Джордж Буш (6 июля 1946) — 43-й президент США, 46-й губернатор Техаса.
- Дочь Паулин Робинсон «Робин» Буш (20 декабря 1949 — 11 октября 1953) — первая дочь Бушей, скончалась от лейкемии.
- Сын Джон Эллис «Джеб» Буш (11 февраля 1953) — 43-й губернатор Флориды.
- Сын Нейл Маллон Буш (22 января 1955) — техасский бизнесмен.
- Сын Марвин Пирс Буш (22 октября 1956) — техасский бизнесмен.
- Дочь Дороти Буш Кох (18 августа 1959) — последний ребёнок Бушей, занимается благотворительностью и общественной деятельностью.

## Барбара Буш в кино
- Голый пистолет 2 1/2: Запах страха / The Naked Gun 2½: The Smell of Fear (1991; США) режиссёр Дэвид Цукер, в роли Барбары Буш Марджери Росс.
- Буш / W. (2008; США) режиссёр Оливер Стоун, в роли Барбары Буш Эллен Бёрстин.